# Lioglyphostomella
Lioglyphostomella is een geslacht van weekdieren uit de klasse van de Gastropoda (slakken).

## Synoniem
- Lioglyphostomella timorensis (Schepman, 1913) => Thelecytharella timorensis (Schepman, 1913)